# Корошишта
Корошишта (мкд. Корошишта) су насеље у Северној Македонији, у западном делу државе. Корошишта припадају општини Струга.

## Географија
Насеље Корошишта је смештено у југозападном делу Северне Македоније. Од најближег града, Струге, насеље је удаљено 12 km североисточно.
Корошишта се налазе у историјској области Горњи Дримкол, која се обухвата северну обалу Охридског језера, око истока Црног Дрима из језера. Насеље је смештено у Струшком пољу, које се пружа на северној страни Охридског језера. Северно од насеља се издиже планина Караорман. Надморска висина насеља је приближно 720 метара.
Клима у насељу, и поред знатне надморске висине, има жупне одлике, па је пре умерено континентална него планинска. 

## Становништво
Корошишта су према последњем попису из 2002. године имала 1.717 становника. 
Већину становништва чине Албанци (99%).
Већинска вероисповест је ислам.